# Liste der Straßen in Hamburg-Neuwerk

Lage von Neuwerk in Hamburg und im Bezirk Hamburg-Mitte (hellrot)

Die Liste der Straßen in Hamburg-Neuwerk ist Teil der Liste der Verkehrsflächen in Hamburg.

## Überblick
Auf der Insel Neuwerk (Ortsteilnummer 142) leben 21 Einwohner (Stand: 31. Dezember 2023) auf 3,6 km². Damit ist der Stadtteil der drittkleinste bezogen auf die Einwohner. Neuwerk liegt im Postleitzahlenbereich 27499.

## Übersicht der Straßen
Auf Neuwerk gibt es keine benannten Straßen, im „Straßen- und Gebietsverzeichnis der Freien und Hansestadt Hamburg“ findet sich allerdings der Eintrag „Insel Neuwerk“ mit dem Straßenschlüssel I121.